# غاق برازيلي
غاق برازيلي (الاسم العلمي: Phalacrocorax brasilianus) هو نوع من الطيور يتبع جنس الغاق من الفصيلة الغاقيات.